# لانتانا صغيرة الثمار
لانتانا صغيرة الثمار (الاسم العلمي: Lantana microcarpa) هي نوع نباتي يتبع جنس اللانتانا من فصيلة اللويزية.